# Raven von Barnekow
Pour les articles homonymes, voir Raven.
Le baron Raven von Barnekow, né le 10 mars 1897 à Schwerin et mort le 8 décembre 1941 à Alt Marin en Poméranie, est un as de l'aviation allemande pendant la Première Guerre mondiale, crédité de onze victoires. Il a continué à servir ensuite dans la Luftwaffe et il est devenu général d'aviation.

## Biographie
Le baron von Barnekow est issu d'une famille de la noblesse immémoriale du Mecklembourg qui a essaimé en Allemagne, au Danemark et en Suède. Il commence sa carrière militaire dans le 2e régiment d'uhlans de la Garde et devient officier en 1915 au 4e régiment à pied de la Garde. Il se porte volontaire en février 1917 pour servir dans l'aviation et débute dans la FEA 5 comme pilote de chasse. Il assure les liaisons aller-retour entre la Jagdstaffel 4 et la Jagdstaffel 11. Le lieutenant von Barnekow rejoint la 4 en septembre continue à la 11 en décembre et il est de retour à la 4 en février 1918. Le 10 mars 1918, il est à la 4. il enregistre sa première victoire contre l'as anglais Henry Eric Dolan, le 12 mai 1918, puis deux autres victoires le 29 mai et le 15 juin. Il est blessé en action le 23 août 1918. Il devient as le 2 septembre 1918 à la suite de laquelle il est transféré à la Jagdstaffel 1. Il y gagne une double victoire le 27 septembre suivant, suivie de quatre autres pendant la première semaine d'octobre, malgré une légère blessure le 2.
Il sert aussi pendant la Première Guerre mondiale avec Ernst Udet et Kurt-Bertram von Döring (en) avec qui il se lie d'amitié. Döring, sous les ordres duquel il a servi à la base de  la Jagdstaffel 4, est lieutenant-général lorsque débute la Seconde Guerre mondiale et prend Barnekow avec lui. Udet se suicide le 17 novembre 1941 et Barnekow meurt le 8 décembre suivant, déprimé par le cours des événements.